# Čelo (Bukovské vrchy)
Čelo (polsky Czoło, 1158 m n. m.) je hora v Bukovských vrších na slovensko-polské státní hranici. Nachází se v pohraničním hřebeni mezi vrcholy Jarabá skala (1199 m) na severozápadě a Borsuk (991 m) na jihovýchodě. Vrcholem prochází hranice mezi polským NP Bieszczady a slovenským NP Poloniny. Jihozápadní svahy spadají do údolí Čelianského potoka, severní do údolí potoka Tarnica a východní do údolí potoka Beskidnik.

## Přístup
- po červené  značce z vrcholu Jarabá skala
- po červené  značce z vrcholu Čierťaž